# La Pallu
La Pallu ist eine französische Gemeinde mit 177 Einwohnern (Stand: 1. Januar 2022) im Département Mayenne in der Region Pays de la Loire; sie gehört zum Arrondissement Mayenne und zum Kanton Villaines-la-Juhel. 

## Geographie
La Pallu liegt etwa 25 Kilometer nordöstlich von Mayenne im Regionalen Naturpark Normandie-Maine. Umgeben wird La Pallu von den Nachbargemeinden Saint-Patrice-du-Désert im Norden, Lignières-Orgères im Nordosten, Saint-Calais-du-Désert im Osten sowie Madré im Süden und Westen.

## Bevölkerungsentwicklung
| 1962                       | 1968 | 1975 | 1982 | 1990 | 1999 | 2006 | 2019 |
| -------------------------- | ---- | ---- | ---- | ---- | ---- | ---- | ---- |
| 213                        | 187  | 174  | 140  | 138  | 160  | 182  | 181  |
| Quellen: Cassini und INSEE |      |      |      |      |      |      |      |

## Sehenswürdigkeiten
- Kirche Saint-Sulpice aus dem 18./19. Jahrhundert

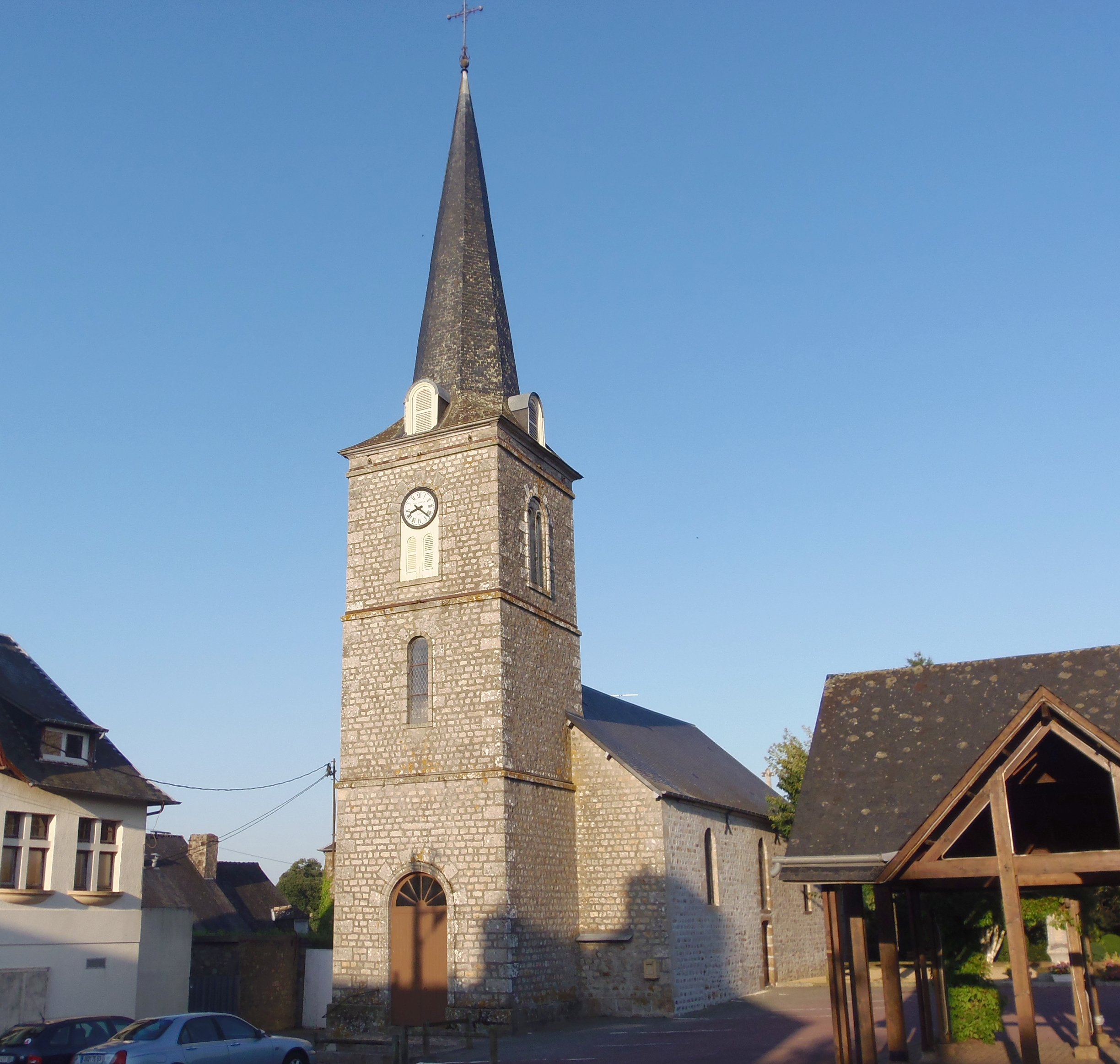
Kirche Saint-Sulpice